# Hannes Van Duysen
Hannes Van Duysen (* 4. September 2004 in Gent, Belgien) ist ein belgischer Sportkletterer.

## Karriere
Van Duysen wurde 2021 sowie 2022 Jugend-Weltmeister im Bouldern. 2023 konnte er sich den ersten Platz bei der Jugend-Weltmeisterschaft im Lead sichern.
Sein Weltcup-Debüt erfolgte 2021 in Meiringen, wo er den 79. Platz im Bouldern erreichte. 2022 wurde er bei den World Games in Birmingham Siebter im Bouldern. Bereits ein Jahr später stand er erstmals auf einem Weltcup-Podest; er wurde Zweiter im Bouldern. Damit ist er der erste belgische Kletterer überhaupt, der eine Weltcup-Medaille gewonnen hat.
2024 konnte er sich bei der Olympischen Qualifikationsserie mit einem sechsten sowie vierten Platz für die Olympischen Spiele in Paris qualifizieren. Dort belegte er den 14. Platz, zusammengesetzt aus dem siebten Platz im Bouldern und 17. im Lead.
Van Duysen klettert zudem draußen am Fels und hat bereits Boulder in den Schwierigkeitsgraden 8C sowie 8B+ geklettert.

## Felsklettern (Auswahl)

### Boulder
8C/V15
- Foundation Edge – Fionnay, Schweiz – Juli 2023

8B+/V14
- Gecko assis – Fontainebleau, Frankreich – Oktober 2023
- Force du destin – Fontainebleau, Frankreich – Oktober 2022
- Mécanique Elémentaire – Fontainebleau, Frankreich – April 2022

8B/V13
- Couronne de mousse – Fontainebleau, Frankreich – November 2023
- Dune – Fontainebleau, Frankreich – November 2023
- Welcome to Jamrock – Fontainebleau, Frankreich – Oktober 2023
- Elephunk – Fontainebleau, Frankreich – April 2022

### DWS
- Es Pontàs (9a+) – Mallorca, Spanien – Oktober 2024[6]